# Carcavelos e Parede
Carcavelos e Parede (oficialmente: União das Freguesias de Carcavelos e Parede) é uma freguesia portuguesa do município de Cascais, com 8,11 km² de área e 46 529 habitantes (censo de 2021). A sua densidade populacional é 5 737,2 hab./km².

## História
Foi constituída em 2013, no âmbito de uma reforma administrativa nacional, pela agregação das antigas freguesias de Carcavelos e Parede e tem a sede em Carcavelos.

## Demografia
A população registada nos censos foi:
| Distribuição da População por Grupos Etários | Distribuição da População por Grupos Etários | Distribuição da População por Grupos Etários | Distribuição da População por Grupos Etários | Distribuição da População por Grupos Etários | Distribuição da População por Grupos Etários |
| -------------------------------------------- | -------------------------------------------- | -------------------------------------------- | -------------------------------------------- | -------------------------------------------- | -------------------------------------------- |
| Antes da agregação                           |                                              |                                              |                                              |                                              |                                              |
| Ano                                          | 0-14 anos                                    | 15-24 anos                                   | 25-64 anos                                   | >= 65 anos                                   | Total                                        |
| 2001                                         | 5145                                         | 4600                                         | 21446                                        | 6676                                         | 37867                                        |
| 2011                                         | 6743                                         | 4146                                         | 25081                                        | 9037                                         | 45007                                        |
| Após a agregação                             |                                              |                                              |                                              |                                              |                                              |
| Ano                                          | 0-14 anos                                    | 15-24 anos                                   | 25-64 anos                                   | >= 65 anos                                   | Total                                        |
| 2021                                         | 6193                                         | 4914                                         | 23874                                        | 11548                                        | 46529                                        |

## Política
A freguesia de Carcavelos e Parede é administrada por uma junta de freguesia, liderada por Nuno Filipe Ferreira Alves [Viva Cascais (PSD/CDS-PP)].
Existe uma assembleia de freguesia, que é o órgão deliberativo, constituída por 19 membros.
A lista mais representada na Assembleia de Freguesia é a coligação Viva Cascais (PSD/CDS-PP), com 9 membros (maioria relativa), seguida do PS com 5, da CDU com 3, do Movimento Independente "Ser Cascais" com um e do Bloco de Esquerda também com um. Esta assembleia elegeu os 6 vogais da Junta de Freguesia. O Presidente da Assembleia de Freguesia é Jorge Paulos, do Partido Socialista.
| Órgão                   | PSD/CDS | PS | CDU | Ser Cascais | BE |
| Assembleia de Freguesia | 9       | 5  | 3   | 1           | 1  |